# 那珂郡 (日向國)
那珂郡（日语：／ Naka gun */?）是過去位于日本宮崎縣的一個郡；已於1884年被分割為北那珂郡和南那珂郡兩郡。
過去的轄區包含現在的南那珂郡、日南市、串間市和宮崎市的部分地區。